# 大懿皇后

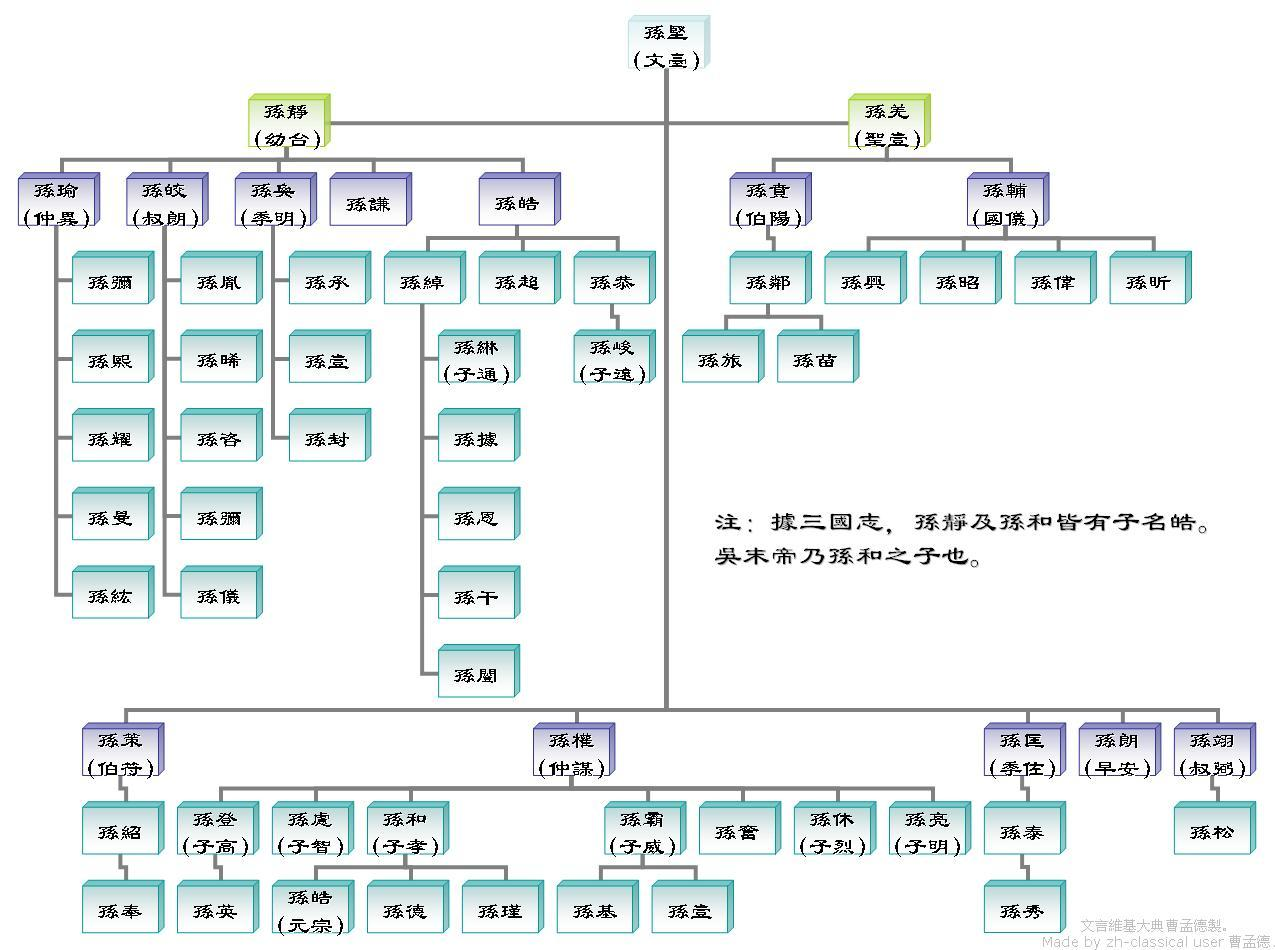
孙权家族谱系

王夫人（？—240年代），琅邪（國治今山東省臨沂市北）人，吳大帝孫權妃嬪，末帝孙皓的祖母。孫皓即位後，追尊王夫人為大懿皇后。

## 生平
王夫人被選入宮中，受到孫權寵幸，於黃武三年（224年）為孫權誕下三子孫和，孫權當時對王夫人的寵愛程度，僅次於步夫人。孙和也因为由王夫人所出的缘故得到孙权喜爱。
赤烏五年（242年），孫權立孫和為太子，並計劃將王夫人立為皇后（《妃嬪傳》载，但《吳主傳》反稱孫權无意以妃嬪爲后）。後因孫權愛女全公主向來厭惡王夫人，屢次在孫權面前對王夫人加以毀謗。後來有一次，孫權生病，全公主散播謠言說王夫人見到孫權臥病後面露喜色，孫權因此發怒，王夫人憂患而死。
王夫人死後，孫和也渐渐失宠，最後在赤烏十三年（250年）被廢黜。
元興元年（264年）七月，孫和长子孫皓被擁立為帝，後追尊祖母王夫人為大懿皇后，並將王夫人的三個弟弟封為列侯。

## 子女
- 子
  - 孫和，字子孝，孫權三子，曾一度被立為太子，陷入二宮之爭被廢，後被孫峻賜死。

## 親族

### 父
- 王盧九。[6]

### 弟
- 弟三人，孫皓時都封為列侯。

## 外部連結
- 《三國志•吳書•吳主權王夫人傳（页面存档备份，存于）》

## 延伸阅读
[在维基数据编辑]
 《三國志/卷50》，出自陳壽《三國志》